# Постниково (Томская область)
Постниково — деревня в Томском районе Томской области в Томском районе Томской области России. Входит в состав Копыловского сельского поселения.

## География
Расстояние от населённого пункта до центра сельского поселения (пос. Копылово) — 7 км, до Томска — 24 км.

## История
В 1980-е годы в состав Копыловского сельского совета переданы из Семилуженского сельсовета 6 населенных пунктов: Конинино, Кусково, Постниково, Рассвет, 104 и 108 км жд.

## Население
| 2002 | 2008 | 2009 | 2010 | 2011 | 2012 | 2013 | 2014 | 2015 |
| ---- | ---- | ---- | ---- | ---- | ---- | ---- | ---- | ---- |
| 1    | →1   | ↗2   | →2   | ↘0   | →0   | →0   | ↗1   | →1   |
| 2021 |      |      |      |      |      |      |      |      |
| ↗7   |      |      |      |      |      |      |      |      |

По данным на 2019 год проживает 1 человек.

## Инфраструктура
Садоводчество. Личное подсобное хозяйство.

## Транспорт
Автомобильный и железнодорожный транспорт.
Деревня находится примерно в 100 метрах от платформы 104 км железнодорожной ветки Томск—Белый Яр.
В пешей доступности остановка общественного транспорта «Мост» на автотрассе Томск—Итатка